# 圆梁山隧道
渝怀铁路圆梁山隧道全长11068米，位于中国重庆市酉阳县渝怀线细沙站和长潭沟站之间的喀斯特地形联合国地质保护区内，距离重庆404公里，施工地质异常复杂，向斜、背斜相连，岩溶（粉细砂）突泥涌水、高水位富水区水压高、同时有高地应力、煤层瓦斯、断层破碎带等不良地质，施工时意外遇到钟乳石溶洞，铁路架在水溶洞上方的桥梁上，称为洞中桥结构。该隧道被誉为隧道地质博物馆,隧道2001年1月开工，2005年6月竣工，由中铁隧道集团有限公司承建。圆梁山隧道的建成标志着隧道岩溶处理技术的新跨越，后重庆市旅游局在钟乳石段的桥上两侧安装了类似风景区的装饰灯光，每周不定期开启，成为全球铁路中罕见的铁路隧道景观灯。